# 加佐岬灯台
加佐岬灯台（かさみさきとうだい）は、石川県加賀市橋立町にある加佐ノ岬の断崖上に立つ白亜塔形（四角形）の中型灯台。

## 概要

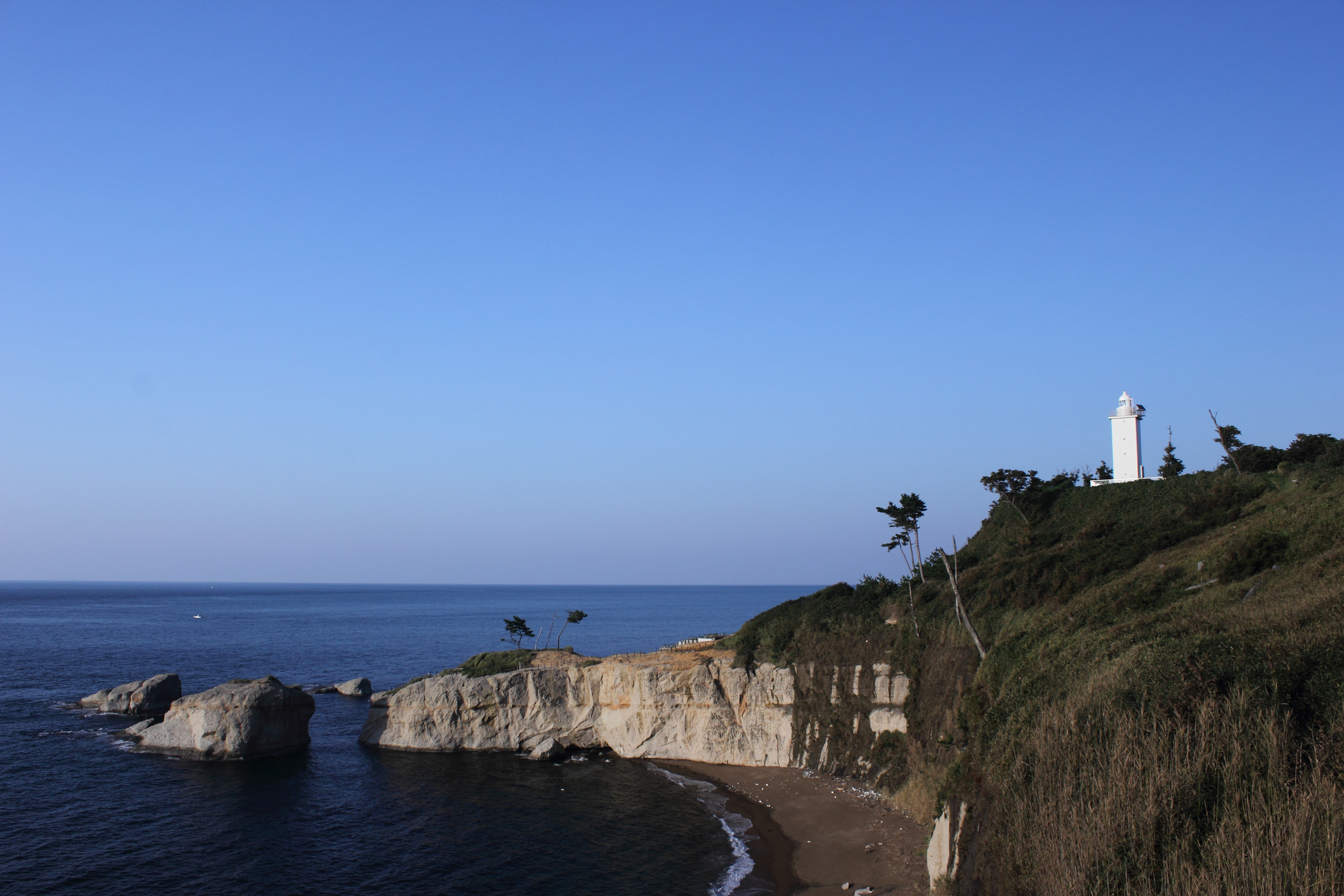
加佐ノ岬と加佐岬灯台

加賀から能登半島に伸びる海岸線は平坦で長い砂浜が続いていて目標物に乏しい。その南西端の加佐ノ岬上にある加佐岬灯台は、航行する船舶や沖で操業する漁船にとって重要な目印になっている。

## 歴史
- 1950年（昭和25年）4月25日 - 石川県により設置[4]
- 1952年（昭和27年）5月 - 海上保安庁に移管[5]
- 1966年（昭和41年）6月1日 - 橋立燈台から加佐岬燈台に名称変更
- 1981年（昭和56年）12月 - 照射灯設置のため改築
- 1982年（昭和57年）6月 - 加佐岬燈台から加佐岬灯台に名称変更[6]
- 1993年（平成5年）10月28日 - 加佐岬北東方照射灯 廃止
- 2010年（平成22年）11月11日 - 白熱電球からLEDへ機器換装。それに伴い光度及び光達距離変更。[1]

## 周辺情報
- 片野鴨池
- 越前加賀海岸国定公園